# Крёниг, Август Карл
Август Карл Крёниг (нем. August Karl Krönig; 1822 — 1879) — немецкий физик и химик. Один из основателей современной кинетической теории газов. Редактор первых немецких журналов по физике.

## Биография и научная деятельность
Родился в Шильдеше (ныне пригород Билефельда), земля Северный Рейн-Вестфалия. Поступил в Боннский университет, сначала изучал восточные языки, затем увлёкся физикой и химией и перешёл в Берлинский университет. В 1845 году защитил диссертацию в Берлинском университете. Некоторое время преподавал в разных гимназиях Берлина. В 1864 году был принят профессором университета, но в конце года из-за проблем со здоровьем ушёл в отставку. В 1851 году основал научный журнал по физике и химии, просуществовавший около года.
В 1856 году, одновременно с  Рудольфом Клаузиусом, обосновал «уравнение состояния идеального газа». Тем самым удалось связать среднюю кинетическую энергию молекул с температурой. В этой работе Крёниг первым высказал идею применить к описанию поведения молекул газа вероятностно-статистических методов. С новых позиций Крёниг сумел теоретически доказать закон Авогадро..

## Основные публикации
- De acidi chromici salibus cristallinis (doctoral thesis), Berlin, 1845
- Neue Methode zur Vermeidung und Auffindung von Rechenfehlern vermittelst der Neuner-, Elfer-, Siebenunddreißiger- und Hundertundeinerprobe. Ein Hülfsmittel für Zahlenrechner, Berlin, 1855
- Основания теории газов ("Grundzüge einer Theorie der Gase"), Annalen der Physik [2]33 (1856), 315. Самая известная статья Крёнига, оказавшая сильное влияние на развитие физики.
- Die Chemie, bearbeitet als Bildungsmittel für den Verstand zum Gebrauche bei dem chemischen Unterricht an höheren Lehranstalten, Berlin 1864
- Wie kritisirt man chemische Lehrbücher? Eine Antikritik, Berlin, 1865
- Die Werthlosigkeit einer grossen Anzahl von chemischen Formeln: Dargethan durch die Grösse der Fehler in Liebig's Analysen und neues Verfahren zur Ableitung der Formel einer Verbindung aus den Gewichtsmengen der Bestandtheile, Berlin: Julius Springer, 1866
- Das Dasein Gottes und das Glück der Menschen, materialistisch-erfahrungsphilosophische Studien, insbesondere über die Gottesfrage und den Darwinismus, über den Selbstbeglückungstrieb als Fundament der Lebensweisheit und praktischen Moral und über die Hauptlehren Kant's und Schopenhauer's, Berlin, 1874
- Sechs neue Rezepte betr. billige Ernährung, Berlin, 1874